# Comuna Berezova Rudka, Pîreatîn
Berezova Rudka (în ucraineană Березова Рудка) este o comună în raionul Pîreatîn, regiunea Poltava, Ucraina, formată din satele Berezova Rudka (reședința), Kreacikivka, Mariinske și Vecirkî.

## Demografie
Componența lingvistică a comunei Berezova Rudka
     Ucraineană (97,04%)
     Rusă (2,13%)
     Alte limbi (0,27%)
Conform recensământului din 2001, majoritatea populației comunei Berezova Rudka era vorbitoare de ucraineană (97,04%), existând în minoritate și vorbitori de rusă (2,13%).